# 세인트 메리 병원

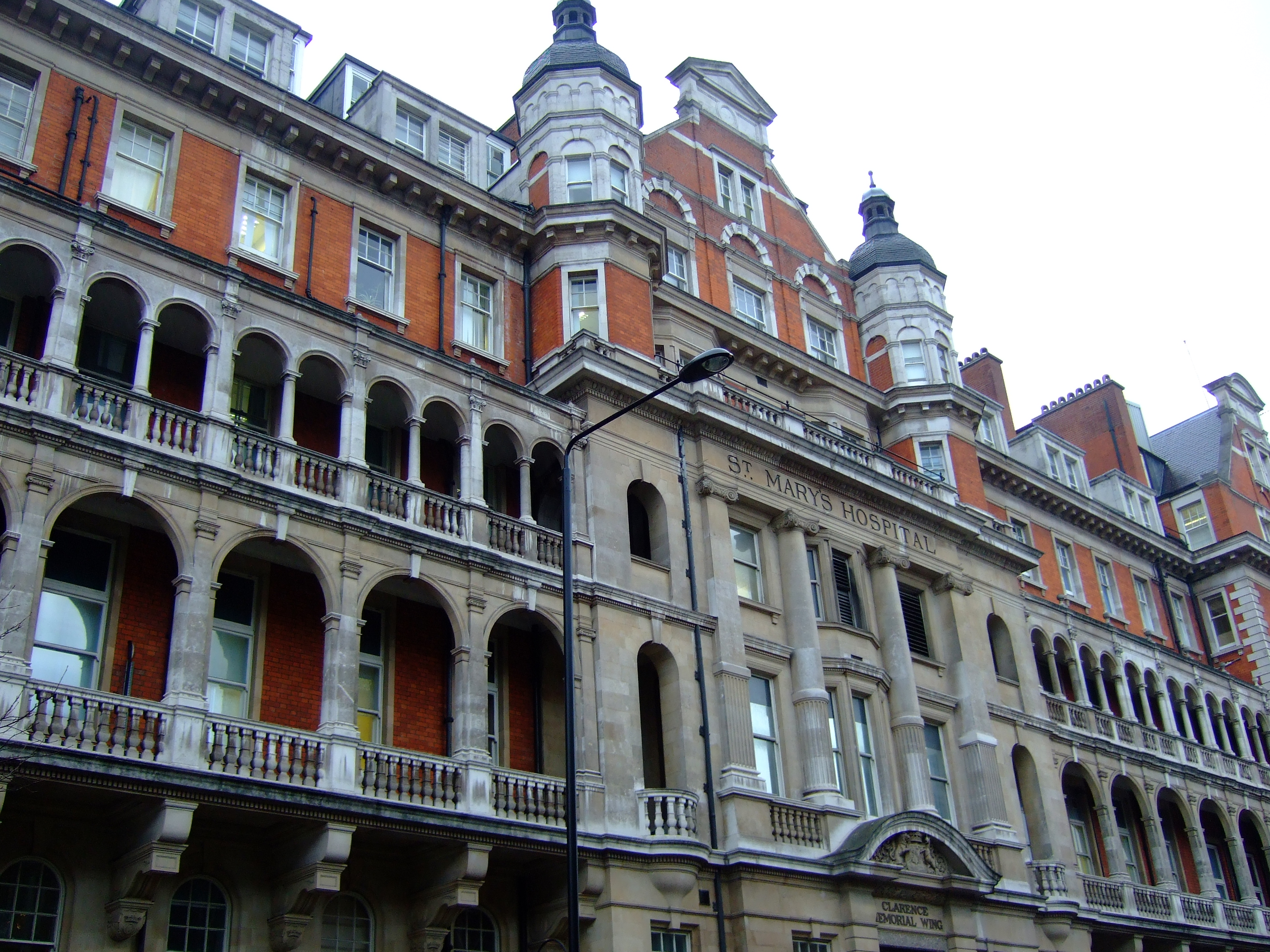
세인트 메리 병원

세인트 메리 병원(St Mary's Hospital)은 1845년에 설립된 런던 시티오브웨스트민스터의 패딩턴에 위치한 NHS 병원이다. 2008년 영국 최초의 학술 보건 과학 센터가 설립된 이후, 영국의 임페리얼 칼리지 헬스케어 NHS 트러스트에 의해 운영되고 있으며, 이 병원은 채링 크로스 병원, 해머스미스 병원, 퀸 샬럿 앤 첼시 병원, 웨스턴 아이 병원도 운영하고 있다.
1988년까지 이 병원은 런던 연방 대학교의 일부인 세인트 메리 병원 의과 대학을 운영했다. 1988년에는 임페리얼 칼리지 런던과 합병했고, 1997년에는 채링 크로스와 웨스트민스터 의과 대학과 합병하여 임페리얼 칼리지 의과 대학을 설립했다. 2007년 임페리얼 칼리지가 런던 대학교에서 탈퇴하면서 독립적인 기관이 되었다